# Волынский национальный костюм
Волынский национальный костюм (укр. Волинський стрій) — одежда, типичная для населения украинской Волыни, разновидность украинского национального костюма. Одежда волынян имеет полесские черты, такие как разноцветный повойник, приталенные корсетные жилетки и полосатые юбки, в ней также заметно влияние поднепровской Украины: головные платки-намитки, жилеты «керсетки» и тёмные юбки.
Мужской и женский костюм сильно отличался; женщины в целом носили более разноцветные предметы одежды, многие из которых сидели по фигуре. Большинство одежды шили из льняного полотна и украшали вышивкой, преимущественно чёрной и красной. В тёплое время года волынянки носили сорочки и юбки, а волыняне — сорочки и штаны; в холода они надевали верхнюю одежду, сделанную из льняной ткани или более плотных материалов, таких как шерсть. Головные уборы включали отрезы ткани, шапки и летние соломенные шляпы.

## География и история
Украинская Волынь занимает следующие территории: юг Львовской области, северо-запад Волынской области, Шумский и Кременецкий районы Тернопольской области, юг Хмельницкой области, север Ровненской области, юго-запад Житомирской области. Главные города региона — Владимир, Луцк, Ровно, Здолбунов, Кременец и Староконстантинов.
Так как часть современной Волыни принадлежала Польше в 1569—1939 годах, польский национальный костюм повлиял на волынский. Последний также имеет общие черты с костюмами соседних регионов: Полесья, Галиции, поднепровья и польской Холмщины.
Фольклористка Олена Пчилка изучала волынскую вышивку и костюм. В основе типичного волынского орнамента лежат составленные из простых геометрических фигур растительные узоры, он появился в середине XIX столетия. Примерами являются дубовые листья и ветви.

## Женская одежда
Основным предметом как женской, так и мужской одежды была рубаха, «сорочка», обычно сшитая изо льна. Женские рубахи имели прямой крой, у сорочек для повседневного ношения к поясу пришивалась «пидточка», цилиндр более грубого полотна. Праздничные сорочки изготавливались без неё. Рубаха по длине достигала колен, а в восточных регионах она была ещё длиннее, и подол рубахи было видно из-под края юбки.
У некоторых рубашек была отдельная верхняя часть, «уставка», собранная в такие же сборки близ ворота, как и остальная часть одеяния, а у других рукав прикреплялся непосредственно к вороту. Белая или чёрно-красная вышивка гладью или штопка-низь могла покрывать либо рукав целиком, либо только его верхнюю часть. На западе Волыни на манжету рукава добавляли небольшую ленту вышивки. Рукава оканчиваются собранными в складки или рюши, либо укорачиваются и лежат свободно.
В восточной Волыни вортник сорочек был стоячим и украшался вязанной мережкой, а на западе преобладал широкий матросский воротник. Южные и западные рубашки часто имели отложной воротник. Рубашка южных волынянок имела вырез, обрамлённый геометрическими и растительными орнаментами.
Типичные мотивы волынской вышивки — ромбы, восьмиконечные звёзды, ломаные линии и кресты. В начале XX века её ограниченная цветовая палитра значительно расширилась, туда добавилось около 20 цветов.
Волынские жилеты шили из хлопка или кашемира, они были сильно приталенными, длиной до талии или ниже, с рюшами на подоле и вышивкой по всей поверхности; у них также имелся пояс из ткани. У жилета была подкладка из сурового домотканого полотна и металлические или целлулоидные пуговицы, продевавшиеся в сквозные петли. Западные жилеты были короче и изготавливались из чёрного корда.
Главной поясной одеждой волынянок была домотканая юбка из конопляного, шерстяного, хлопкового, льняного волокна или смеси шерсти с другим волокном. Большинство юбок были ярко окрашены в полоску или клетку, они имели прямой фасон и завязывались на ленту, которая собирала ткань у талии. Обычной праздничной юбкой был полосатый «литник» (укр. літник). Другой вид юбки — андарак, сделанный из шерсти и украшенный яркими клетками или полосками. Повседневные юбки часто имели переднюю часть, сделанную из грубого небелёного полотна. Также на юбку могли надевать белый хлопковый фартук с вышивкой по подолу (обычно — чёрно-красными геометрическими орнаментами), либо двусторонний шерстяной зелёного или синего цвета. Сверху у фартука были завязки, а по кромке шла декоративная лента. Горизонтальные полосы на юбке должны были гармонировать по цвету с боковыми орнаментами на вышиванке.
В начале XX века волынянки начали делать юбки из разноцветной клетчатой хлопчато-бумажной и шерстяной ткани, произведённой лёгкой промышленностью, фасоны юбок при этом не изменились: это всё ещё были квадратные изделия, собранные на талии. Другим нововведением этого времени стало появление в сёлах городских платьев без рукавов, которые называли «юбка с жилетом» (укр. спідниця зі стаником), добавляя тип ткани, например, шёлковая «юбка» называлась укр. спідниця шовкова. Их кроили из шести прямоугольных отрезов ткани и подшивали хлопчато-бумажную подкладку, проймы обрабатывали разноцветными кусками бархата, из него же делали воротники; вырез был либо квадратный, либо круглый, платье застёгивалось на металлические кнопки или маленькие фарфоровые пуговицы. Рукав и вырез украшали шёлком, чёрным бархатом или разноцветной лентой. Край украшали чёрным бархатом с декоративными кнопками, либо ажурным орнаментом городками (укр. городки), вышитым разноцветной гарусной нитью.

## Мужская одежда
Мужские рубахи изготавливали либо из домотканого полотна, либо из фабричного хлопчатобумажного миткаля. Воротник был либо стоячим, либо отложным, украшенным вышивкой гладью или крестиком. Вырез обычно располагался в центре, либо слева, в западных регионах; он застёгивался на единственную латунную или вязаную пуговицу с ушком. Подол вышиванки не заправляли в штаны, поэтому его обычно украшали узкой полоской вышивки красной нитью. Плечи восточных волынских рубашек имели плечи, вышитые красной и синей или белой нитью. У ранних рубашек не было вышивки спереди, кроме воротника и манжет; вышитая передняя панель появилась позже. Мужчины носили рубашки навыпуск и подпоясывались ремнями.
Мужские штаны делились на два типа: длинные прямые «холошни» (укр. холошні) из бело-синей полосатой ткани из смеси льна и хлопка и льняные «ногавицы» (укр. ногавиці). Холошни собирались у пояса, у них был единственный вырез спереди с застёжкой на одну пуговицу со сквозной петлёй. Ногавицы же шили из особой домашней ткани, в которой чередовались белые и небелёные нити.
- Волынянин
- Вышиванка с вырезом слева, Сарненский район
- Волынский мальчик, 1917 год

## Верхняя одежда
И мужчины, и женщины носили длинные кафтаны, называющиеся свита (укр. свита; опанча; куртина; сермяга) длиной до колен или ниже. У свиты была прямая спинка, вшитые клинья, создававшие складки на подоле, и стоячий, отложной или матросский воротник. Иногда у свиты был большой капюшон, прикреплённый к воротнику. Швы на боках и талии, полы, края рукавов и верх карманов вышивали красными, синими или зелёными лентами, либо чёрными, коричневыми или жёлтыми шерстяными нитями. Женские свиты были больше украшены, чем мужские.
Кафтаны длиной до колена, сделанные из разноцветного полосатого домотканого полотна, не имели застёжек; женские кафтаны также могли делать из кашемира с ситцевой подкладкой, складками на плечах и талии и застёгивать на металлические крючки. Воротник кафтана волынянок изготавливали из чёрного бархата, он был длинным, отложным и украшался синими лентами; рукава были длинными, прямого кроя и имели манжеты из чёрного бархата. Похожие предметы одежды — украинская черкеска из домотканого сукна длиной до колена, мужская чумарка длиной ниже колен, со сборками на подоле, и очень похожий на неё чугай, имевший два ряда крючков. Черкаски и чемерки тоже застёгивались на крючки, у них были такие же воротники и манжеты, как у кафтанов. Более короткий вид верхней одежды — куртка «куцая», получившая название по длине ниже талии. Петелька от крючка пришивалась на левую сторону куртки; у неё был длинный отложной воротник, а небольшие лацканы и манжеты украшали чёрной лентой.
Женскую капоту (укр. капота) делали из сурового сукна, она была длиной ниже колен. Бока капоты украшали полукругами и вышивкой городками; на левой стороне располагалась застёжка. У капоты был тёмно-синий круглый матросский воротник, украшенный вышивкой. Мужчины также носили капоту. Более старый вид верхней одежды — куцан, называемый также спенцер, длиной до колен, со вставными клиньями и небольшим стоячим воротником. Юго-западные волынянки носили укороченные куцаны из тёмно-коричневой ткани. Другой вид верхней одежды — кахтаник (укр. кахтаник, кафтаник, каптаник), кофта тёмно-серого, синего или малинового цвета, с подкладкой и длинными узкими рукавами.
Кабаты — западно-волынская одежда для мужчин и женщин, которую носили в XIX столетии; женские кабаты были приталенными, а мужские — свободными. Кабаты для тёплой погоды шили из хлопка, а зимние — шерсти или смесовой ткани с шерстью; у них были очень узкие стоячие воротники, их украшали разноцветной вышивкой.
В зимнее время жители Волыни носили кожухи с воротниками из овечьей шерсти, двумя боковыми пуговицами и карманами. Правую полу покрывали вышивку сверху до талии. Западные волынянки также носили укороченные куртки, украшенные чёрной овечьей шерстью и вышивкой, и бекеши (укр. бекеші), более длинную шерстяную куртку.
Мужчины носили полосатые суконные перевязи, украшенные кистями (домашнего производства, из льна или шерсти, обычно они были шириной 24 см и длиной 2,5 метра, либо кожаные ремни с металлической пряжкой; иногда у пояса был также кисет для табака и петля для ножа. Женские пояса обычно шили из сукна или ткали, они были у́же мужских.
- Крестьянка из Владимира в жилете
- Волынские крестьяне на Водокрещи

## Головные уборы и причёски
Женщины носили платки, намитки (укр. намітка), повойники и чепцы. Платки были наиболее популярным повседневным головным убором как в городах, так и на селе. Намитки делали из 3,5-метрового отреза газовой ткани, украшенной красной вышивкой по краям, а чепцы — из мягкого красного ситца и затягивали сзади шнурком. Другой популярный головной убор — «платок с чепцом» (укр. хустка з чепцем), состоявший из вязаной шапочки, вокруг которой повязывали платок. Намитки — наиболее древний вид головного убора, их делали из узкого и длинного отреза ткани, который завязывали под подбородком и на затылке.
Незамужние волынянки делали пробор посередине головы и заплетали волосы в две косы. Они носили венки, платки и козубеньки, 8-сантиметровые твёрдые цилиндры, покрытые разноцветной тканью и лентами. Венки украшали петушиными перьями, окрашенными в зелёный цвет, и лентами, которые свисали сзади. Замужние женщины прятали волосы под кимбалку, цилиндрический повойник с твёрдым деревянным ободком, обёрнутым в сетку. Волосы замужних женщин не заплетали в косы, их либо оборачивали вокруг кимбалки, либо отрезали на уровне ушей и носили с центральным пробором. Западные волынянки надевали головной убор только через две недели после свадьбы.
Другой вид женского головного убора — рушниковый, который делали из трёхметрового куска льна, украшенного вышивкой на концах. Рушник завязывали на затылке и оставляли концы свисать свободно; на юге Волыни они могли быть длиной до земли. Этот головной убор заменил намитки.
Мужчины носили четырёхугольные шапочки или шапки с круглым верхом (укр. шеломок, рогатка), либо цилиндрические меховые шапки. В тёплую погоду их заменяли соломенные шляпы. Мужчины стриглись «под горшок» (укр. під макітру), либо оставляли затылочные волосы длинными, аналогично маллету, эта причёска называлась «пидворота» (укр. підворота.
Древние волынянки носили металлические височные кольца и серебряные подвески в форме полумесяца, а также стеклянные браслеты, привезённые из Киева. Сохранились металлические украшения в виде ягод малины. Более современные украшения включают пацьорки (ожерелье из нескольких ниток с нанизанными на них стеклянными бусами), коралловые и фарфоровые бусы, часто с тремя небольшими иконами, мендели (укр. менделі); узкие ожерелья, сплетёные из бисера, герданы (укр. ґердани) и другие. Незамужние женщины украшали свои ожерелья лентами.
Мужские украшения были проще: на рубашки нашивали небольшие металлические кнопки со стеклянным центром.
- Волынская крестьянка, Константин Маковский.
- Платок с чепцом. Подолье
- Женские пояса из Ровно